# Váratlan utazás
A Váratlan utazás (eredeti cím: Road to Avonlea) 1990-től 1996-ig vetített kanadai televíziós filmsorozat, amelyet 1989 és 1996 között forgattak, és a világ mintegy 140 országában bemutatták. A 7 évadból álló, összesen 91 részt számláló sorozat befejezése után egy önálló karácsonyi epizód is készült Boldog karácsonyt, Miss King! (Happy Christmas, Miss King) címen.
A sorozat regényváltozatai Lucy Maud Montgomery kanadai írónő neve alatt jelennek meg; valójában a Váratlan utazás Montgomery A mesélő lány és Az arany út című regényei szereplőinek felhasználásával készült. A regényekhez képest több szereplőt és rokoni kapcsolatot megváltoztattak, ezen kívül átvettek bele történetszálakat Montgomery Anne Shirley-sorozatából is.

## Háttér
A cselekmény fő része a Prince Edward-szigeten játszódik 1903 és 1912 között, bár a konkrét helyszín, Avonlea városkája csupán fikció. A sorozat egy a városba érkező kislány, Sara Stanley kalandjain keresztül mutatja be a XX. század elején élő avonleai lakosok gondjait, örömeit, életmódját.
A Váratlan utazás számos díjat kapott. Több színészi teljesítmény (Jackie Burroughs, Cedric Smith, Lally Cadeau, Patricia Hamilton) elismerése mellett díjat kapott a jelmez és a filmzene is. A hét év során jó pár hollywoodi híresség is megfordult a sorozatban, mint Michael York, Faye Dunaway, Christopher Reeve, Christopher Lloyd, Stockard Channing, Peter Coyote és Dianne Wiest.

## Cselekmény
A történet Sara Stanley bemutatásával kezdődik, akinek édesapja jogi ügybe keveredik és ennek rendezéséig Sara ideiglenesen a dadájával együtt nagynénjéhez, Hetty King-hez utazik, aki a 2. évadtól édesapja váratlan halála után a gyámjává válik (a kislány az édesanyját már kora gyermekkorában elvesztette - erre később a sorozatban utalás is történik.)
A népes King család nagy megbecsülésnek örvend a városkában, hiszen szervesen részt is vesznek Avonlea életének irányításában, megszervezésében. Az elkényeztetett, nagyvárosi kislány nehezen szokja meg a szigorú értékrendszer alapján fölötte bábáskodó vénkisasszony, Hetty King nevelési elveit, de hamar alkalmazkodik a varázslatos kis falu, Avonlea életéhez és új barátokat szerez. Leginkább másik nagynénjére, Oliviára és unokatestvéreire, Felicityre és Felixre számíthat.
A hét évad alatt számos eseménynek lehetünk szemtanúi a városban. A kisgyerekekből kamaszok lesznek, így a sorozat más problémákkal is foglalkozik, mint kezdetben. Az első évadok leginkább a gyermeki csínytevésekről, vidámságról szólnak. Később ezek mellett szerelmek, házasságok köttetnek; árva gyermekek, megözvegyült, idős emberek, vagy sok esetben a fejlődő világ negatív oldalai kerülnek előtérbe. Az ötödik évad során a Sara Stanleyt alakító Sarah Polley távozik a sorozatból, és a történet a King család életének bemutatásával folytatódik tovább: az immár kamaszokból felnőtté váló unokatestvérek és az idősödő Hetty néni kisebb novellái követik egymást.

## Szereplők
| Szereplő         | Színész                                                 | Magyar hang                                           | Leírás |
| ---------------- | ------------------------------------------------------- | ----------------------------------------------------- | --- |
| Sara Stanley     | Sarah Polley                                            | Vadász Bea                                            | Blair Stanley es Ruth King lánya,Hetty King,Alec King,Olivia King és Roger King unokahúga,Felicity,Felix,Cecily és Andrew unokatestvére. A sorozat elején ideiglenesen költözik Hetty néniékhez,majd apja halála után, a 2.évad elején végleg Avonlea-ban marad. Az 5.évad végén elhagyja a várost,de a sorozat utolsó részében visszatér Felicity és Gus esküvőjére. |
| Hetty King       | Jackie Burroughs                                        | Schubert Éva                                          | Olivia King, Alec King, Ruth King és Roger King nővére, a sorozat elején tanítónő, később írónő. Sarah nagynénje és gyámja, később ő lesz Davey és Dora Keith nevelője is. Meglehetősen szigorú, de igazságos asszony. |
| Olivia King      | Mag Ruffman                                             | Tóth Enikő                                            | Sara fiatalabbik nagynénje, aki később Jasper Dale felesége lesz és az Avonlea Krónikák főszerkesztője. |
| Felicity King    | Gema Zamprogna                                          | Simonyi Piroska                                       | Sara legidősebb unokatestvére, aki később Gus Pike- kal házasodik össze és orvosi egyetemen tanul, majd vezeti a gyermekotthont. |
| Felix King       | Zachary Bennett                                         | Gerő Gábor                                            | Sara unokatestvére, aki a történet elején folyton eszik. A későbbiekben a Fehér Homok Szállóban tevékenykedik, mint az igazgató asszisztense. |
| Alec King        | Cedric Smith                                            | Szersén Gyula                                         | Sara nagybátyja. |
| Janet King       | Lally Cadeau                                            | Menszátor Magdolna                                    | Alec felesége. |
| Cecily King      | Harmony Cramp (1–5. évad) Molly Atkinson (6–7. évad)    | Nemes Takách Kata                                     | Sara unokatestvére, aki az ötödik évadban tuberkulózist kap és szanatóriumba megy, de végül meggyógyul és hazamehet. |
| Gus Pike         | Michael Mahonen                                         | Minárovits Péter                                      | A konzervgyárban dolgozó szegény fiú, akit Miss King felkarol. Később beköltözik a világítótoronyba, majd munkát kap a Fehér homok szállóban. Felicityvel házasodik össze. |
| Jasper Dale      | R. H. Thomson                                           | Hegedűs D. Géza                                       | Kissé szégyenlős, dadogó de tehetséges fényképész, illetve feltaláló, aki több akkor még luxuscikknek számító dolgot (pl. műanyag, villany, mozgókép) tesz elérhetővé Avonleaban. A 3. évadtól Olivia férje. |
| Jeremiah Dale    | R. H. Thomson                                           | Hegedűs D. Géza                                       | Jasper Dale unokatestvére, aki csaló. |
| Rachel Lynde     | Patricia Hamilton                                       | Pápai Erzsi                                           | Marilla Cuthbert barátnője, ők együtt laknak, majd Daveyt és Dorát neveli, miután Marilla meghal. |
| Clara Potts      | Maja Ardal                                              | Czigány Judit                                         | Avonlea egyik legpletykásabb asszonya. |
| Elvira Lawson    | Elva Mai Hoover                                         | Némedi Mari                                           | A férjével Edgar Lawsonnal a vegyesbolt tulajdonosai. |
| Bert Potts       | Roger Dunn                                              | Vass Gábor (1. hang) Áron László (2. hang)            | Clara Potts férje. |
| Archie Gillis    | John Friesen                                            | Dobránszky Zoltán                                     | A fűrészmalom tulajdonosa. |
| Muriel Stacey    | Marilyn Lightstone                                      | Tímár Éva                                             | Miss King évfolyamtársa volt a tanítóképzőn, később Izzy igyekezetének köszönhetően összeházasodik Mr. Pettibone-nal, Izzy apjával. |
| Clive Pettibone  | David Fox                                               | Konrád Antal                                          | Nyugalmazott ezredes, majd Avonleában tanító lesz, amikor Hetty visszavonul az írás miatt, illetve ő maga is író, Hetty szellemi partnere. Később tanfelügyelő lesz és feleségül veszi Miss Stacy-t. |
| Izzy Pettibone   | Heather Brown                                           | Szénási Kata                                          | Pettibone ezredes lánya, aki eleinte fiús lány, később ez változik. Felix udvarol neki. |
| Arthur Pettibone | Zachary Ansley                                          | Bolba Tamás                                           | Pettibone ezredes idősebbik, állatorvosnak tanuló fia, aki szerelmes Felicitybe. Meg is kéri a kezét, de Felicity végül Gus-t választja. |
| Morgan Pettibone | Mark Bigney                                             | Haumann Máté                                          | Pettibone ezredes kisebbik fia, aki később katonai iskolába megy. |
| Simon Tremayne   | Ian D. Clark                                            | Papp János                                            | A Fehér Homok szálló tulajdonosa, eredetileg hercegi származású. |
| Pierre La Pierre | Albert Millaire                                         | Forgács Péter (1-4. évad) Szerednyey Béla (5-7. évad) | A Fehér Homok Szálló francia főszakácsa. |
| Marilla Cuthbert | Colleen Dewhurst                                        | Földi Teri                                            | A Zöldoromú Ház tulajdonosa, Rachel Lynde barátnője. |
| Davey Keith      | Kyle Labine                                             | Vajdai Márton                                         | Marilla elárvult rokona, aki sok stiklit csinál, a testvére Dora. |
| Dora Keith       | Ashley Muscroft (2–3. évad) Lindsay Murrell (5–7. évad) | Szőnyi Júlia                                          | Davey testvére. |
| Eliza néni       | Kay Tremblay                                            | Kassai Ilona                                          | Janet nagynénje, aki az ötödik évadban válik állandó szereplővé. |
| Abigail King     | Rosemary Dunsmore                                       | Prókai Annamária                                      | Janet húga, majd Malcolm felesége. |
| Malcolm McEwan   | Malcolm Stoddard                                        | Sörös Sándor                                          | Abigail udvarlója, majd férje. |
| Peg Bowen        | Susan E. Cox                                            | Kiss Mari                                             | A helyi boszorkány, az erdőben lakik, a közösségen kívül él. |
| Andrew King      | Joel Blake                                              | Tóth Barbanás, Simonyi Balázs                         | Sara unokatestvére, a másik nagybácsi, Roger fia. |
| Sally Potts      | Tara Meyer                                              |                                                       | Clara Potts lánya, aki többször is összetűzésbe keveredik Sarával és Felicityvel. |
| Louisa J. Banks  | Frances Hyland                                          | Tolnay Klári                                          | Sara montreali nevelőnője. |
| Peter Craig      | Miklos Perlus                                           | Sugár Bertalan                                        | Béresfiú Hetty néninél. |

## Vendégszereplők
A Váratlan utazás 7 évadjában sok vendégszereplő jelenik meg, egyszer vagy néhány alkalommal is:
| - Frances Bay - Bruce Greenwood - Christopher Lloyd - Christopher Reeve - Diana Rigg - Dianne Wiest - Eugene Levy - Faye Dunaway - Jaimz Woolvett | - John Neville - Jonathan Crombie - Kate Nelligan - Madeline Kahn - Maureen Stapleton - Meg Tilly - W.O. Mitchell - Michael York - Ned Beatty | - Peter Coyote - Robby Benson - Ryan Gosling - Sheila McCarthy - Shirley Douglas - Stockard Channing - Treat Williams - Zoe Caldwell - Wayne Robson |